# Al-Khor
al-Khor (arabiska: الخور) är en stad i den norra delen av Qatar, ungefär 50 kilometer norr om huvudstaden Doha. Namnet betyder bäck då staden är byggd vid en bäck. al-Khor är hemstad åt många inom oljeindustrin i norra Qatar på grund av sin närhet till olje- och gasfälten och till industriområdet Ras Laffan.

## Historia
al-Khor har styrts av al-Mohanadistammen sedan denna bildades på 1700-talet. Stammen består av sju stycken beduinfamiljer och dessa utgör numera majoriteten av invånarna.

## Sport
Staden var en av fem städer i Qatar som stod värd för världsmästerskapet i fotboll 2022. Inför mästerskapet uppfördes en ny fotbollsarena, Al Bayt Stadium, med en kapacitet på 68 000 åskådare på läktarna.